# 尼夫諾湖
56°36′12″N 28°42′38″E / 56.60333°N 28.71056°E
尼夫諾湖（俄语：Нивно），是俄羅斯的湖泊，位於該國西北部，由普斯科夫州負責管轄，處於奧波奇卡區，面積1.6平方公里，集水區面積8.9平方公里，平均水深2.5米，最大水深7米。